# Villa Scotti-Pasini
Villa De Brandis, Scotti, Browning, Pasini, è una villa veneta di Asolo, in provincia di Treviso.
Sorge su una notevole posizione panoramica: alle pendici sudoccidentali del monte Ricco, sul quale si innalza la Rocca, domina le piazze centrali della cittadina.

## Storia
Del fondo su cui fu costruita la villa si hanno notizie a partire dal 1609, quando era proprietà dei Bressa. Nel 1717 esso presentava solo una «casa con horto e riva prativa piantata».
Tra questa data e il 1741 il complesso passò ad Antonio Pasini, che si occupò della costruzione dell'odierno palazzo ingrandendo il fabbricato già esistente e l'accorpando altre piccole costruzioni. Una stampa di fine secolo di Marco Sebastiano Giampiccoli e Giuseppe Fornari e un'incisione coeva dello stesso Giampiccoli raffigurano la villa con un impianto simile all'attuale, con la parte centrale rialzata e due ali laterali più basse.
Pervenuta poi a Maddalena di Angelo Fusini, moglie del nobile friulano Andrea De Brandis, e quindi agli Scotti, alla fine dell'Ottocento fu venduta a Robert Browning jr., figlio dell'omonimo poeta inglese. Con lui la villa assunse l'aspetto attuale, con il poggiolo al primo piano, i pinnacoli sul coronamento e il giardino a gradoni antistante la facciata; gli si deve anche la realizzazione del salotto del primo piano, in stile inglese.
Dal 1921 la villa appartiene nuovamente ai Pasini.

## Descrizione
Il lungo fronte principale, orientato a sudovest verso la città, si caratterizza per ben quindici assi di aperture, organizzati secondo una doppia tripartizione: le ali laterali presentano ciascuna quattro assi, mentre il corpo centrale ne conta sette, raggruppate in base allo schema 2-3-2. Questo ritmo è esaltato dai dentelli del cornicione di gronda, che seguono il profilo a gradini della facciata. Oltre questo si impostano le coperture del palazzo, a capanna al centro e a mezzo padiglione ai lati.
La simmetria è ulteriormente sottolineata dai numerosi pinnacoli posti a coronamento della facciata, in corrispondenza degli interassi e ai vertici del frontone triangolare.
Tutte le aperture presentano il profilo architravato. Fanno eccezione quelle del partito centrale, ovvero il portale d'ingresso centinato, con cornice a bugnato e affiancato da due finestre quadrate, e le due trifore ad archi dei piani superiori, sempre con cornice a bugnato e protette da una balaustra marmorea (con poggiolo a sbalzo al primo piano, a filo parete al secondo). Tra l'ultima trifora e il frontone campeggia lo stemma lapideo dei Pasini.
Tutte le finestre, sia all'altezza dei davanzali, sia degli architravi, sono tra loro raccordate da fasce che emergono leggermente dall'intonaco a marmorino.
La facciata posteriore ripete la stessa impostazione dell'altra, ma risulta decisamente più modesta.
La villa comprende anche una barchessa, realizzata nell'Ottocento restaurando un preesistente fabbricato secentesco. Si caratterizza per una serie di finte arcate lungo i fronti sud e ovest e per la proporzionata cornice di gronda.